# インキュベーター (起業)
ここでいうインキュベーター（英語: incubator）は、起業に関する支援を行う事業者。広義には既存事業者の新規事業を含む起業支援のための制度、仕組み、施設等を含める場合もある。起業支援の概念を指す場合にはインキュベーション（incubation）という。語源は孵化器の意。

## 概要
起業支援機能には、起業に伴うハード面の支援とソフト面の支援とがある。前者は主に事業に必要な施設や設備等を低廉な費用で貸し出すなど、後者は経営・管理上の支援を提供する。世界的に見て米国は起業支援が充実している。

## 支援の例
- 事務支援：文書作成、受付、文書管理など。
- 管理支援：技術、会計、設備管理など。
- 経営支援：マーケティング、パートナーのマッチング、財務、法務など。
- 施設支援：事業スペース、会議室、研究室、研究設備など。

## 起業のプロセス
ここに掲げたのは一例であり、全ての事業者がこれらのサービスを提供するとは限らない。
- 起業の意思決定
  - 起業情報の提供。
- 市場調査
  - 市場調査の支援。
- 事業計画書作成
  - 経営コンサルティング。
- 資金調達
  - 投資家の仲介、投資事業組合の支援（投資ファンド）、融資や保証の引き受け。
- 経営資源確保
  - 施設や設備の貸し出し、人材の提供。
- 税務・法務手続
  - 税務、法務の助言。
- 取引先開拓
  - 取引先開拓の支援。
- 会計処理・決算
  - 会計、手続きの助言や代行。
- 商品・サービスの開発
  - 技術支援、パートナーの仲介、特許取得の助言。

## 事業者
- 大学
- 地方自治体
- 独立行政法人
- 公益法人

## 関係法令
- 中小企業基本法
- 中小企業の新たな事業活動の促進に関する法律